# Kang Min-kyung
Kang Min-kyung (en coreano: 강민경; Corea del Sur, 3 de agosto de 1990) es una cantante y actriz surcoreana.

## Carrera
Junto a Lee Hae-ri conforman el dúo de K-pop Davichi, que saltó a la fama tras el lanzamiento de su álbum debut Amaranth en 2008.
Davichi desde entonces ha lanzado 2 álbumes de estudio y varios EPs y sencillos, con canciones de éxito como "The Letter,"  "8282," "Turtle"  y "Because I Miss You Today"
También ha participado como actriz en diversos dramas, tales como Smile, Mom (2010), Vampire Idol (2011), Haeundae Lovers (2012) y el drama familiar Best lovers (2015).

### Artista solista

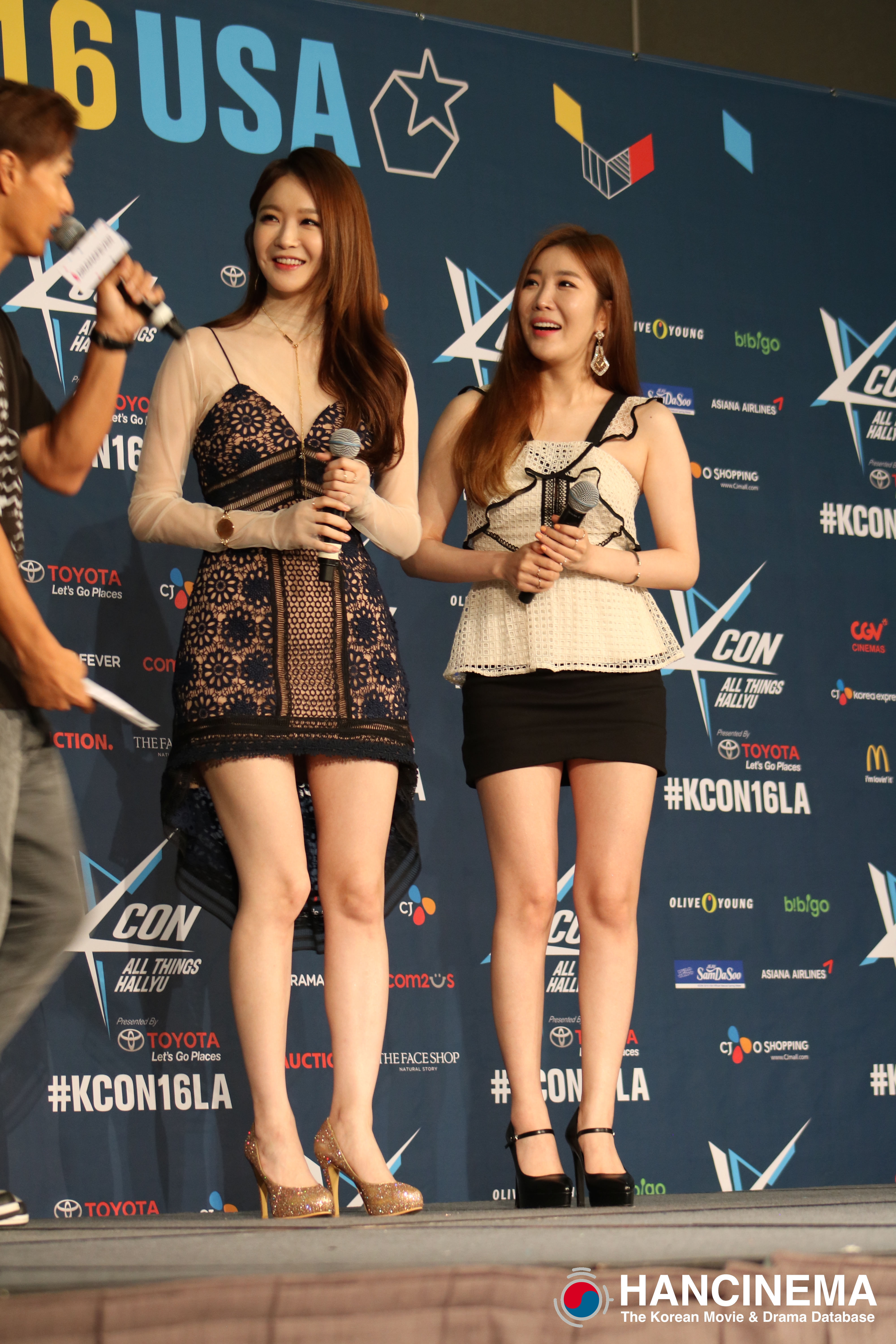
Davichi en julio de 2016

| Año  | Título de la canción            | Artista                            | Notas                              |
| ---- | ------------------------------- | ---------------------------------- | ---------------------------------- |
| 2008 | "Happy Together"                | Park Ji-heon y Kang Min-kyung      | Sencillo                           |
| 2009 | "If You Pretend"                | Kim Jong-wook feat. Kang Min-kyung | Track 1 del EP One Fine Day        |
| 2009 | "Just Like the First Time"      | Lee Seung-gi feat. Kang Min-kyung  | Track 12 del álbum Shadow          |
| 2010 | "Beggin U"                      | EZ-Life feat. Kang Min-kyung       | Sencillo                           |
| 2010 | "Udon"                          | Kang Min-kyung and Son Dong-woon   | Sencillo                           |
| 2011 | "Tonight"                       | Jay Park feat. Kang Min-kyung      | Track 3 del EP Take a Deeper Look  |
| 2012 | "Farewell Is Coming"            | Kang Min-kyung                     | Track 4 del OST de Haeundae Lovers |
| 2013 | "Sad Promise (That's My Fault)" | SPEED feat. Kang Min-kyung         | Track 3 del álbum Superior Speed   |
| 2014 | "Haeundae"                      | Vibe feat. Kang Min-kyung          | Track 2 del álbum Ritarando        |

## Filmografía

### Series
| Año       | Título             | Rol            | Red  |
| --------- | ------------------ | -------------- | ---- |
| 2010      | Smile, Mom         | Shin Dal-rae   | SBS  |
| 2011      | Vampire Idol       | Kang Min-kyung | MBN  |
| 2012      | Lovers of Haeundae | Hwang Joo-hee  | KBS2 |
| 2015-2016 | The Dearest Lady   | Han Ah-reum    | MBC  |

### Espectáculo de variedades
| Año  | Título                  | Red  | Notas                                            |
| ---- | ----------------------- | ---- | ------------------------------------------------ |
| 2011 | Immortal Songs 2        | KBS2 | Concursante                                      |
| 2012 | Imagination Love Battle | JTBC |                                                  |
| 2015 | Dating Alone            | JTBC | pareja virtual, episodios 5-6 con Zhang Yu'an    |
| 2016 | Duet Song Festival      | MBC  | Concursante junto a Kim Min-ho (Episodios 29-30) |

## Musical de Teatro
| Año  | Título                 | Rol |
| ---- | ---------------------- | --- |
| 2012 | Roly-Poly of Our Youth |     |